# Даут Реджепи
Даут Реджепи с псевдоним Лека (на албански: Daut Rexhepi; на македонска литературна норма: Даут Реџепи) е политик от Северна Македония и революционер от Армията за национално освобождение.

## Биография
Роден е на 6 януари 1966 г. в тетовското село Порой. Завършва история. Преминава военно обучение в лагери в Албания. На 21 януари 2001 г. участва в нападението над полицейското управление в село Теарце. По време на военния конфликт в Република Македония през 2001 г. е командир на 112 регионална бригада в района на Тетовско. На 24 юли 2001 г. е поставен в черния списък на македонските граждани. На 10 юли 2002 г. е направен подпредседател на Демократичната партия на албанците и депутат в Събранието на Република Македония.